# Hygiène du travail
 (août 2012).
Si vous disposez d'ouvrages ou d'articles de référence ou si vous connaissez des sites web de qualité traitant du thème abordé ici, merci de compléter l'article en donnant les références utiles à sa vérifiabilité et en les liant à la section « Notes et références ».
L'hygiène du travail (ou « hygiène industrielle » aux États-Unis) est généralement définie comme l'art et la science consacrée à l'anticipation, la reconnaissance, l'évaluation, la communication et le contrôle des facteurs de stress environnementaux dus au lieu de travail et pouvant entraîner des blessures, une maladie, une atteinte physique, ou affectant le bien-être des travailleurs et des membres de la communauté. Ces facteurs de stress sont divisés en diverses catégories : biologique, chimique, physique, ergonomique et psychosocial. 
Le BOHS (Société britannique d'Hygiène du Travail) définit que « l'hygiène du travail s’intéresse à la prévention des maladies professionnelles via la reconnaissance, l'évaluation et le contrôle des risques ». L'IOHA (International Occupational Hygiene Association) se réfère à l'hygiène du travail comme la discipline de l'anticipation, l’identification, l'évaluation et le contrôle des risques pour la santé dans l'environnement de travail avec l'objectif de protéger la santé et le bien-être des travailleurs et de la communauté dans son ensemble. 
Le terme « hygiène du travail » (utilisé dans de nombreux pays européens) est synonyme d'hygiène industrielle (utilisé aux États-Unis, en Amérique latine, et d'autres pays qui ont initialement reçu un soutien technique ou de formation de la part des États-Unis). Le terme hygiène industrielle provient traditionnellement des industries de construction, d'exploitation minière ou de fabrication alors que l'hygiène du travail se réfère à tous les types d'industrie tels que ceux énumérés pour l'hygiène industrielle mais aussi tels que les industries financières et prestataires de services, et se réfère au « travail » et lieu de travail en général. 
La profession de l'hygiène du travail utilise une méthode scientifique stricte et rigoureuse et nécessite souvent une expérience professionnelle dans la détermination du danger, des expositions ou des risques potentiels dans les études en milieu de travail et en environnement. Cet aspect de l'hygiène du travail est souvent désigné comme « l'art » de l'hygiène du travail et est utilisé dans un sens similaire à l'« art » de la médecine. En effet, l'hygiène du travail est à la fois un aspect de la médecine préventive, en ce que son objectif est de prévenir la maladie professionnelle, et de la gestion des risques, de l'évaluation des risques et de la sécurité industrielle, en ce sens qu'elle vise également des systèmes, des procédures ou des méthodes à appliquer dans le lieu de travail ou à l'environnement.

## Rôle social
Les hygiénistes du travail ont été impliqués historiquement dans le changement de la perception de la société sur la nature et l’étendue des dangers sur le lieu de travail. Beaucoup d'hygiénistes du travail travaillent quotidiennement avec des situations industrielles qui exigent le contrôle ou l'amélioration des situations de travail. Cependant les plus grandes questions sociales affectant toutes les industries se sont passées dans le passé, par exemple depuis 1900, les expositions à l'amiante qui ont affecté les vies de dizaines de milliers de personnes.
Les questions plus récentes affectant la société au sens large sont, par exemple en 1976, la maladie des légionnaires ou légionellose. Plus récemment encore dans les années 1990, le radon et dans les années 2000 les effets des moisissures liées à la qualité de l'air intérieur dans les maisons et au travail. Dans la dernière partie des années 2000, la préoccupation à propos des effets sur la santé des nanoparticules a augmenté.
Beaucoup de ces questions ont exigé la coordination sur un certain nombre d'années d'un nombre important de professionnels du médical et paramédical pour la détection puis la caractérisation du sujet, tant en termes de danger qu'en termes de risque sur les lieux de travail et en fin de compte pour la société. Ceci a impliqué des hygiénistes du travail dans la recherche, le recueil de données et le développement de méthodes de contrôle appropriées et satisfaisantes.

## Méthodes d’évaluation des lieux de travail
Bien qu'il y ait beaucoup d'aspects en hygiène du travail, le plus connu et recherché concerne la détermination ou l'évaluation d'expositions potentielles ou réelles aux dangers. Plusieurs méthodes peuvent être appliquées dans l'évaluation de l’exposition à un danger connu ou soupçonné sur lieu de travail ou dans l’environnement. Les hygiénistes du travail ne se fient  pas à l'exactitude de l'équipement ou de la méthode utilisée, mais se basent avec certitude et  précision sur les limites de l'équipement ou de la méthode utilisée et l'erreur ou la variance donnée en utilisant cet équipement particulier ou cette méthode.

### Équipement de mesures
Un hygiéniste du travail peut utiliser un ou plusieurs appareils de mesure électroniques disponibles dans le commerce pour mesurer le bruit, la vibration, les radiations ionisantes et non ionisantes, la poussière, les solvants, les gaz, et ainsi de suite. Chaque appareil est souvent spécifiquement conçu pour mesurer un type particulier de polluant. De tels appareils sont souvent soumis à de multiples interférences. Les appareils de mesure doivent être calibrés avant et après utilisation pour assurer l'exactitude des mesures prises et exigent souvent un système pour certifier la précision de l'instrument.

### Mesures de poussière
La poussière au sens large est considérée pour être la poussière totale dans l’air incluant les fractions inhalable et alvéolaire.
Diverses méthodes de mesure de poussière internationalement reconnues existent. La poussière inhalable est déterminée utilisant l'appareil de l'Institut de Médecine du travail (l'IOM) MRE 113A. La poussière inhalable est considérée pour être la poussière avec un diamètre équivalent aérodynamique (AED) de moins de 100 micromètres qui entre par le nez et ou la bouche. 
La poussière alvéolaire est échantillonnée en utilisant comme échantillonneur de poussière un cyclone conçu pour échantillonner une fraction spécifique de poussière à un débit spécifique. La fraction de poussière alvéolaire est la poussière qui entre dans les poumons profonds et est considérée pour avoir un AED de moins de 10 micromètres.
Les poussières totale, inhalable et alvéolaire sont échantillonnées en utilisant une pompe volumétrique à débit constant pendant une période d'échantillonnage spécifique. En connaissant la masse de l'échantillon collecté et le volume d'air échantillonné, une concentration de la fraction échantillonnée peut être donnée en milligrammes (mg) par mètre cube (m3). À partir de tels échantillons, la quantité de poussière inhalable ou alvéolaire peut être déterminée et comparée aux limites d'exposition professionnelles pertinentes.
Par l'utilisation d'échantillonneur inhalable, alvéolaire ou autre (7 trous, 5 trous, et ainsi de suite) ces méthodes de mesure de poussière peuvent aussi être utilisées pour déterminer l'exposition aux métaux dans l’air. Ceci exige le recueil de l'échantillon sur un filtre en ester de méthyl-cellulose (MCE) et une digestion acide des milieux de collection par le laboratoire suivie en mesurant la concentration métallique par spectrophotométrie à absorption (ou émission) atomique. Tant le HSE au Royaume-Uni que NIOSH NMAM ont des méthodes spécifiques pour une large gamme de métaux trouvés dans le traitement industriel (fonte, fonderies, et ainsi de suite).
Une autre méthode existe pour la détermination des poussières d’amiante, de fibres de verre, de fibres minérales synthétiques et de fibres minérales céramiques. C’est la méthode de filtre à membrane (MFM) et cela exige le recueil de la poussière sur un filtre quadrillé pour l'évaluation de l'exposition par le comptage de fibres conformes grâce à un microscope. Les résultats sont quantifiés sur la base du nombre de fibres par millilitre d'air (f/ml). Beaucoup de pays ont une législation stricte sur la méthode appliquée au MFM.

### Mesures chimiques
Deux types de tubes chimiquement absorbants sont utilisés pour échantillonner une vaste gamme de substances chimiques. Traditionnellement un tube absorbant chimique (tube de verre ou en acier inoxydable d’un diamètre de 2 à 10 mm) rempli de silice absorbante très fine (hydrophile) ou de carbone, tel que charbon de bois de coco (lypophile), est utilisé dans une ligne d'échantillonnage où l'air est passé à travers l’absorbant pendant 4 heures (échantillon minimal) à 24 heures (échantillon environnemental). La matière hydrophile absorbe aisément le produit chimique hydrosoluble et la matière lypophile absorbe les matières non hydrosolubles. L’absorbant est alors chimiquement ou physiquement extrait et des mesures faites en utilisant diverses méthodes par chromatographie gazeuse ou spectrométrie de masse. Ces méthodes de tubes absorbants ont l'avantage d'être utilisables pour une vaste gamme de contaminants potentiels. Cependant, ce sont des méthodes relativement chères, consommatrices de temps et qui exigent une importante expertise dans l'échantillonnage et l’analyse chimique. Une plainte fréquente des travailleurs est d'avoir à porter une pompe d'échantillonnage (jusqu'à 1 kg) pendant plusieurs jours de travail pour fournir des données adéquates pour la détermination statistique de l'exposition.
Au cours des dernières décennies, des progrès ont été faits en termes de badges passifs. Ces échantillonneurs peuvent maintenant être achetés pour mesurer un produit chimique (par exemple le formaldéhyde) ou une famille chimique (par exemple cétones) ou un large spectre de produits chimiques (par exemple des solvants). Ils sont relativement faciles à installer et à utiliser. Cependant, un coût considérable peut toujours être nécessaire pour l'analyse du badge. Ils pèsent 20 à 30 grammes et les travailleurs ne se plaignent pas de leur présence. Malheureusement les badges n’existent pas pour tous les types d’échantillonnage qui peuvent être exigés et la méthode par tube de charbon ou de silice devrait parfois être appliquée.
À partir de la méthode d'échantillonnage, les résultats sont exprimés en milligrammes par mètre cube (mg/m3) ou en parties par million (ppm) et comparés aux limites d'exposition professionnelles pertinentes.

## Activités générales
L'hygiéniste du travail peut être impliqué dans l'évaluation et le contrôle des dangers physiques, chimiques, biologiques ou environnementaux sur le lieu de travail ou dans l’environnement qui pourrait causer une blessure ou une maladie. Les dangers physiques peuvent inclure le bruit, les températures extrêmes, l’illumination, les radiations ionisantes ou non ionisantes et l'ergonomie. Les dangers chimiques liés à des matières dangereuses ou à des substances dangereuses sont fréquemment examinés par des hygiénistes du travail. D'autres domaines incluant la qualité de l'air intérieure (IAQ) et la sécurité peuvent aussi recevoir l'attention de l'hygiéniste du travail. Les dangers biologiques peuvent provenir de l'exposition potentielle au travail à la Legionella ou d’une blessure biologique ou des effets liés au travail, comme la dermatite.
Comme partie du processus d'investigation, on peut faire appel à l'hygiéniste du travail pour communiquer efficacement quant à la nature du danger, au risque et aux méthodes appropriées de contrôle. Les contrôles appropriés sont choisis selon la hiérarchie de contrôle : l'élimination, la substitution, l'ingénierie, les méthodes administratives et les équipements de protection individuelle (EPI) pour contrôler le danger ou éliminer le risque. De tels contrôles peuvent impliquer des recommandations aussi simple qu'un EPI approprié tel qu’un simple masque poussière à, de temps en temps, la conception de systèmes de ventilation pour l'extraction de poussières, des lieux de travail ou des systèmes de gestion pour gérer les personnes et les programmes pour préserver la santé et le bien-être de ceux qui entrent dans le lieu de travail.

## Éducation
La base de la connaissance technique en hygiène du travail provient d'une formation dans les domaines suivants de science et de management.
- Sciences de Base (Biologie, Chimie, Mathématiques (Statistiques), Physique) ;
- Maladies Professionnelles (Maladie, blessure et surveillance de la santé : biostatistiquess, épidémiologie, toxicologie) ;
- Risques pour la santé (dangers Biologiques, Chimiques et Physiques, Ergonomie et Facteurs Humains) ;
- Environnements de travail (Industrie minière, Industrie, Fabrication, transport et stockage, industries de service et bureaux) ;
- Principes de Programme de Management (éthique professionnelle et  déontologie, méthodes d'enquête des incidents, guides sur les expositions, limites d'exposition Professionnelles [3], règlementations juridiques, identification des dangers, évaluation des risques [4] et communication, gestion de données, évacuation en cas de feu et autres réponses d'urgence) ;
- Échantillonnage, mesures et pratiques d'évaluation (instrumentation, protocoles d'échantillonnage, méthodes ou techniques, chimie analytique) ;
- Contrôles des Dangers [5](élimination, substitution, ingénierie, administrative, EPI et Air Conditionné et Ventilation) ;
- Environnement (pollution de l'air, déchets dangereux).

Cependant, ce n'est pas la connaissance par cœur qui identifie un hygiéniste du travail compétent. Il y a un art à l'application des principes techniques de façon à fournir une solution raisonnable pour les problèmes sur les lieux de travail et l’environnement. En réalité, un mentor expérimenté, qui a l'expérience en hygiène du travail est nécessaire pour montrer à un nouvel hygiéniste comment appliquer la connaissance scientifique et de management apprise pour résoudre d'une manière satisfaisante les problèmes liés aux lieux de travail et à l’environnement.
Pour être un hygiéniste du travail professionnel, l'expérience dans une pratique aussi large que possible est exigée pour démontrer la connaissance dans les domaines de l'hygiène du travail. Ceci est difficile pour des spécialistes ou ceux qui pratiquent sur des sujets spécifiques. Limiter l'expérience à des sujets spécifiques comme la remédiation de l’amiante, les espaces confinés, la qualité de l'air intérieure, ou la réduction du plomb, ou apprendre seulement par un manuel ou des cours de révision peut être un inconvénient pour démontrer la compétence dans d'autres domaines d'hygiène du travail.
Ces informations sont seulement un bref aperçu des exigences pour la formation en hygiène du travail professionnelle. Ceci parce que les exigences réelles dans chaque pays, état ou région peuvent varier en raison des ressources éducatives disponibles, de la demande de l’industrie ou des exigences réglementaires.
En 2010, l'Association de Formation d'Hygiène du Travail (OHTA) sponsorisée par l'IOHA a introduit un schéma de formation pour ceux ayant un intérêt ou demandant une formation en hygiène du travail. Ces modules de formation peuvent être téléchargés et utilisés librement. Les sujets des modules disponibles (Principes de Base en Hygiène du Travail, Effets Santé des Substances Dangereuses, Mesure des Substances Dangereuses, Environnement Thermique, Bruit, Amiante, Contrôle, Ergonomie) sont destinés à des niveaux de base et des niveaux intermédiaires en Hygiène du Travail. Bien que les modules peuvent être utilisés librement sans supervision, la présence à un cours de formation accrédité est encouragée.

## Sociétés professionnelles
L'Association Internationale d'Hygiène du Travail (IOHA) a été fondée en 1987. Son adhésion est celle des associations professionnelles nationales, représentant aujourd’hui plus de 20 organisations et plus de 20 000 hygiénistes du travail dans le monde entier.
Parmi les sociétés professionnelles nationales, se trouve (par ordre alphabétique) :
- American Conference of Governmental Industrial Hygienists (ACGIH)

Fondée le 27 juin 1938 en tant que la Conférence nationale d'Hygiénistes Industriels Gouvernementaux, rebaptisée ACGIH en 1946. Cette organisation a été à l'origine conçue comme une réunion des organisations gouvernementales qui employaient des hygiénistes industriels et l'adhésion a été limitée à deux par organisation. À partir de 1946, tout le personnel d'hygiène du travail employé par des agences gouvernementales et des institutions éducatives avait droit à l'adhésion. Aujourd'hui, l'adhésion est ouverte à tous les praticiens dans l'hygiène du travail, la santé au travail, la santé environnementale et la sécurité.
- American Industrial Hygiene Association (AIHA)

Fondée en 1939, l'AIHA a plus de 75 sections locales et 11 800 membres, la rendant ainsi la plus grande des associations professionnelles nationales.
- Australian Institute of Occupational Hygienists(AIOH)

L'Institut australien des hygiénistes du travail Inc (AlOH) a été créé en 1980. Les affaires de l'Institut sont gérées par un conseil élu comprenant le président, le président élu, le secrétaire, le trésorier et trois conseillers. L'objectif global de l'Institut est de contribuer à assurer que les risques pour la santé au travail sont éliminés ou contrôlés. Il cherche à atteindre cet objectif en: Promouvant la profession de l'hygiène du travail dans l'industrie, du gouvernement et la communauté en général, en améliorant la pratique de l'hygiène du travail et la connaissance, la compétence et la réputation de ses praticiens, en fournissant un forum pour l'échange d'informations et d'idées sur l'hygiène du travail, en promouvant l'application des principes d'hygiène du travail pour améliorer et maintenir un environnement sûr et sain pour tous, en représentant la profession à l'échelle nationale et internationale. L’adhésion actuelle comprend environ 1 000 membres avec différents grades : Associate, Provisional, Full et Fellow. Les niveaux d'adhésion Provisional, Full et Fellow nécessitent des qualifications et des critères d'expérience professionnelle à atteindre.
- Association of Professional Industrial Hygienists

L'Association des hygiénistes industriels professionnels, Inc (APIH) a été créée en 1994 afin d'offrir une accréditation pour les hygiénistes industriels qui répondent aux exigences d'éducation et d'expérience trouvées dans le Tennessee Code Annotated, Titre 62, chapitre 40. L'APIH a adopté le Code du Tennessee en tant que base pour son accréditation parce que c'était la première définition légale aux États-Unis d'un hygiéniste industriel en termes d'éducation et de d'expérience. Le comité d'inscription APIH étudie et vérifie, par des moyens électroniques ou par correspondance, les réalisations à la fois en termes d'éducation et d'expérience revendiquées par chaque candidat à l'inscription. Le Comité détermine le niveau approprié d’inscription, Registered Industrial Hygienist or Registered Professional Industrial Hygienist, et autorise alors le certificat d'inscription.
- Belgian Society for Occupational Hygiene (BSOH)
- Brazilian Association of Occupational Hygienists : établi en août 1994
- British Occupational Hygiene Society (BOHS)

Fondée en 1953, son objectif est de contribuer à réduire les maladies professionnelles. Avec environ 1300 membres, c'est la plus grande société en hygiène du travail en Europe et la voix de l'hygiène du travail au Royaume-Uni.
- Canadian Registration Board of Occupational Hygienists (CRBOH) / Conseil canadien d’agrément des hygiénistes du travail (CCAHT)

C'est l'organisme national, sans but lucratif qui établit les normes de compétence professionnelle pour les hygiénistes du travail et les technologues en hygiène du travail au Canada.
- Colombian Occupational Hygiene Society (ACHO) : Fondée en 1996, divisée en 6 parties à travers le pays.
- Dutch Occupational Hygiene Society : établie en 1983
- Société Française des Hygiénistes du Travail (SOFHYT)

Fondée en 1991. Sous l'impulsion d'André Joly, la SOFHYT, Société Française des Hygiénistes du Travail - association loi de 1901, est créée en juin 1991. Les membres fondateurs sont des représentants de grandes entreprises (Ingénieur en prévention, médecins du travail, toxicologues, …), d'universités et d’instituts. Aujourd'hui, la SOFHYT a un site internet  et un programme de certification professionnelle reconnue par l'IOHA. La SOFHYT, en France, regroupe les spécialistes dans le domaine de l’hygiène du travail pour promouvoir et développer l'hygiène du travail, l'éthique professionnelle et les échanges avec les instituts et les groupes de travail, pour promouvoir et accréditer la formation en hygiène du travail, pour participer à la stratégie de prévention en hygiène du travail mais aussi en sécurité et environnement, pour assurer le contact avec les associations poursuivant le même but et représenter ses membres dans les manifestations nationales et internationales, pour susciter et encourager les études et recherches en hygiène du travail et participer à la normalisation française et européenne dans ce domaine et enfin, pour être l'interlocuteur privilégié des pouvoirs publics.
- Société Finlandaise d'Hygiène du Travail : fondée en 1975.
- Société Allemande d'Hygiène du Travail
- Hong Kong Institute of Occupational and Environmental Hygiene : établie le 1er juillet 2000
- Association Italienne d'Hygiène du Travail (AIDII) : fondée comme organisation scientifique non lucrative en 1969.
- Association Israélienne d'Hygiène Industrielle (IIOSH) : établie comme une institution à but non lucratif en 1954, son objectif principal est de promouvoir la sécurité et l'hygiène au travail.
- Japan Association for Working Environment Measurement : établie le 25 septembre 1979.
- Korean Society of Occupational and Environmental Hygiene (KSOEH) : fondée en 1990.
- Association Malaysienne d'Hygiène Industrielle
- Association Mexicaine d'Hygiène Industrielle : fondée en juillet 1995.
- New Zealand Occupational Hygiene Society : fondée en 1994.
- Association Norvégienne d'Hygiène du Travail
- Occupational Hygiene Society of Ireland : fondée en 1986.
- Association Polonaise d'Hygiénistes Industriels : enregistrée en tant qu'organisation professionnelle et scientifique en 1992.
- Southern African Institute for Occupational Hygiene : formée en 2000 par la fusion de l'Association d'hygiène du travail de l'Afrique australe et de l'Institut des hygiénistes du travail de l'Afrique australe.
- Swedish Association of Occupational and Environmental Hygienists
- Swiss Society of Occupational Hygiene : fondée le 24 octobre 1983 en tant que la Section suisse locale de l'American Industrial Hygiene Association et est devenue un organisme indépendant.
- Taiwan Occupational Hygiene Association.

## Publications
- Journal of Occupational and Environmental Hygiene, publié conjointement depuis 2004 par l'American Industrial Hygiene Association et l'American Conference of Governmental Industrial Hygienists, en remplacement du American Industrial Hygiene Association Journal et du Applied Occupational & Environmental Hygiene.
- Annals of Occupational Hygiene[8], publié depuis 1958 par the British Occupational Hygiene Society.

## Titres professionnels

### France
Les praticiens qui répondent avec succès aux exigences spécifiques d'éducation et d'expérience professionnelle, et qui réussissent un examen écrit administré par la Société française des Hygiénistes du Travail (SOFHYT) sont autorisés à utiliser le terme « hygiéniste du travail certifié » (HTC).  
Après la certification initiale, les HTC maintiennent leur certification en répondant aux besoins courants en matière de comportement éthique, d'éducation, et des activités professionnelles (par exemple, la pratique active, les comités techniques, de l'édition, de l'enseignement).
La CCPHT (Commission de Certification Professionnelle des Hygiénistes du Travail de la SOFHYT) est une commission de certification reconnue par l'International Occupational Hygiene Association (IOHA).

### Australie
En 2005, l'Institut australien de l'hygiène du travail (AIOH) a accrédité les hygiénistes du travail professionnels à travers un système de certification. En Australie, les hygiénistes du travail certifiés par ce régime sont autorisés à utiliser l'expression « hygiéniste du travail certifié » (COH) dans le cadre de leurs qualifications.

### États-Unis
Les praticiens qui répondent avec succès aux exigences spécifiques d'éducation et d'expérience de travail, et qui réussissent un examen écrit administré par l'American Board of Industrial Hygiene (ABIH) sont autorisés à utiliser le terme « hygiéniste industriel certifié » (CIH) ou « hygiéniste industriel certifié associé » (CAIH). Ces deux termes ont été codifiés dans le droit dans de nombreux États des États-Unis pour identifier les qualifications minimales des personnes ayant un contrôle sur certaines activités qui peuvent affecter la santé des employés et du grand public.
Après la certification initiale, les CIH ou CAIH maintiennent leur certification en répondant aux besoins courants en matière de comportement éthique, d'éducation, et des activités professionnelles (par exemple, la pratique active, les comités techniques, de l'édition, de l'enseignement).
Les examens de certification sont ouverts au cours d'une session de test au printemps et à l'automne chaque année dans plus de 400 endroits à travers le monde.
La désignation du CIH est la désignation la plus connue et reconnue en hygiène industrielle à travers le monde. Il y a environ 6 600 CIHs dans le monde qui font de ABIH la plus importante firme de certification d'hygiène industrielle. Le programme de certification CAIH a été abandonné en 2006. Ceux qui ont été certifiés en tant que CAIH conservent leur certification par le biais du maintien de la certification en cours. Les gens qui sont actuellement certifiés par l’ABIH peuvent être trouvés dans une liste publique.
L'ABIH est un comité de certification reconnu par l'International Occupational Hygiene Association (IOHA). La certification CIH a été accréditée au niveau international par l'Organisation internationale de normalisation / Commission électrotechnique internationale (ISO / CEI 17024).

### Canada
Au Canada, un praticien qui termine avec succès une épreuve écrite et une entrevue administrée par le Conseil canadien d'agrément des hygiénistes du travail peut être reconnu comme un hygiéniste du travail agréé (ROH) ou enregistré Technicien hygiène du travail (ROHT).

### Royaume-Uni
La Faculté de l'hygiène du travail, qui fait partie de la Société d'hygiène du travail britannique, représente les intérêts des professionnels des hygiénistes du travail.
L'adhésion de la Faculté de l'hygiène du travail est limitée aux membres du BOHS qui détiennent un diplôme professionnel reconnu en hygiène du travail.
Il existe trois grades de membres :
- Les titulaires licenciés (LFOH) auront obtenu le certificat de compétence opérationnelle BOHS en hygiène du travail et avoir une expérience d'au moins trois ans de pratique dans le domaine. Les membres (MFOH) sont normalement titulaires du diplôme d'aptitude professionnelle en hygiène du travail et ont une expérience d'au moins cinq ans à un niveau supérieur.
- Les Fellows (FFOH) sont des membres principaux de la profession qui ont apporté une contribution distincte à l'avancement de l'hygiène du travail.
- Tous les membres  participent à un schéma de développement professionnel continu (DPC) destiné à maintenir un niveau élevé de sensibilisation et les connaissances actuelles en hygiène du travail.